# Michael Titze
Michael Titze (nascido em 24 de dezembro de 1947 em Maribor, Eslovênia) é um psicoterapeuta e psicanalista alemão. Titze é um dos pioneiros do Humor Terapêutico e Gelotologia.

## Vida acadêmica e profissional
Titze estudou psicologia na Universidade de Konstanz até 1973. Em 1975, ele recebeu seu doutorado com Thomas Luckmann. Posteriormente, Titze trabalhou para Wolfgang Blankenburg em psiquiatria de internação. Ao mesmo tempo, ele completou o treinamento como psicoterapeuta na escola de psicologia individual Alfred Adler.
De 1983 a 1990, Titze foi presidente da Comissão Científica da Associação Internacional de Psicologia Individual. A partir de então, os impulsos vêm de William F. Fry, fundador da pesquisa de humor (gelotologia) nos EUA. Isso resultou em uma colaboração entre Fry e Titze, por exemplo, no Humor & Health Institute em San Diego e no International Humor Seminar em Edmond (Oklahoma).
Desde 1985, Rolf Kühn e Titze trabalham juntos. Fora dessa cooperação, foi criado em Tuttlingen um grupo de pesquisa em filosofia e psicoterapia, no qual foi discutida a integração da fenomenologia da vida de Michel Henrys na psicologia profunda. Em 2004, o Grupo de Pesquisa de Freiburg para Fenomenologia da Vida  surgiu.
Entre 1996 e 2000, Titze organizou um total de cinco congressos sobre humor em terapia, como parte de Messe Basel, em colaboração com o psicólogo suíço Peter Hain. O envolvimento de psicólogos, educadores, médicos, filósofos, artistas, palhaços e outros profissionais nos eventos do Congresso permitiu a criação de redes diferentes. Deles surgiu a fundação de associações que tratam do humor terapêutico. Entre 2001 e 2004, Titze sediou o congresso Heiligesames Lachen no Hospitalhof Stuttgart, bem como outras conferências sobre humor terapêutico. Desde 2016, Titze é chefe de um seminário de Tuttlingen (HCDA Academy).
Seu campo especial de pesquisa é a gelotofobia. Especialmente no drama humorístico, o palhaço terapêutico é de importância central.

## Adesões
- 1987: membro fundador da Sociedade de Viena para Logoterapia e Análise Existencial
- Presidente fundador e presidente honorário do HumorCare Germany eV [5]

## Publicações

### Monografias
- Poder curador do humor. Experiências terapêuticas com o riso. Herder, Freiburg / Basel / Vienna 1985, ISBN 3-451-08246-2
- O poder curador do riso. Curando o constrangimento precoce com o humor terapêutico. Kösel, Munique, 1995, ISBN 3-466-30390-7
- Humor terapêutico. Noções básicas e aplicações. Juntamente com Christof T. Eschenröder. Fischer, Frankfurt am Main 1998, ISBN 3-596-12650-9
- A estratégia de humor. Resolver conflitos de uma maneira surpreendente. Juntamente com Inge Patsch. Kösel, Munique 2004, ISBN 3-466-30673-6
- Tratar Gelotofobia com Humordrama. In: Humor & Health Journal, XVI, No. 4, 2007, pp. 1–11
- Riso entre alegria e vergonha. Uma análise psicológico-fenomenológica da gelotofobia. Juntamente com Rolf Kühn . Königshausen e Neumann, Würzburg, 2010, ISBN 978-3-8260-4328-4
- A organização da consciência. Estratégias de digitação na cosmovisão "normal" e esquizofrênica. Prefácio Rolf Kühn. Alber, Freiburg im Breisgau / Munique 2011, ISBN 978-3-495-48507-1

### Editora
- Kleinbasel e o "Humor em Terapia". Homenagem a René Schweizer. HCD-Verlag, Tuttlingen 2013, ISBN 3-938089-14-8